# 루슬란 벨리예프
루슬란 알렉산드로비치 벨리예프(러시아어: Русла́н Алекса́ндрович Велиев, 1962년 6월 30일~)는 카자흐스탄의 전직 레슬링 선수이다. 2000년 하계 올림픽 자유형 웰터급에 참가했으며 아시안 게임 동메달 1개를 획득했다.